# Chrysophyllum ucuquirana-branca
Chrysophyllum ucuquirana-branca är en tvåhjärtbladig växtart som först beskrevs av André Aubréville och François Pellegrin, och fick sitt nu gällande namn av Terence Dale Pennington. Chrysophyllum ucuquirana-branca ingår i släktet Chrysophyllum och familjen Sapotaceae. Inga underarter finns listade i Catalogue of Life.